# Belém-torony
A Belém-torony (portugálul: Torre de Belém) 16. századi erőd, dúsan faragott erkélyekkel, tornyocskákkal, a templomosok keresztjeit hordozó címerpajzsokkal, a portugál főváros, Lisszabon egyik kerületében, Belémben.
1515 és 1521 között építtette I. Mánuel portugál király a portugál késő gótika később róla elnevezett stílusában, a Mánuel stílusban, Vasco da Gama felfedezőútjának emlékére. Ez az elegáns, a nagy felfedezések korában erős Portugáliának emléket állító épület a város egyik szimbólumává vált. 1983-ban a közeli Szent Jeromos-kolostorral együtt a világörökség részévé nyilvánították.

## Történet
A torony egyrészt Lisszabon ünnepélyes kapujának épült, másrészt Lisszabon védelmi rendszerének részeként. A védőöv építését II. János kezdte el a cascaisi és a caparicai Szent Sebestyén-erőddel. Belém partjait addig egy lehorgonyzott hajó, a Grande Nau védte; ezt váltotta fel az I. Mánuel uralkodásának utolsó öt évében felépült Belém-torony.
A tornyot az a Francisco de Arruda hadmérnök tervezte, aki már több erődítményt épített Marokkó portugál fennhatóság alatt álló területein. A mór díszítőművészet hatása szemmel látható a boltíves ablakok és balkonok finom dekorációjában, valamint az őrtorony bordázott kupoláin. Az épület díszítésében valószínűleg részt vett Diogo de Boitaca, a közeli Jeromos-rendiek kolostorának első építésze is. A lőréses gyilokjárót és magukat a lőréseket is a Mánuel stílus gazdag szobrászati díszítményeivel dekorálták.
Amikor 1580-ban, a portugál trónharcok során a spanyol seregek megszállták Lisszabont, a torony is megadta magát Fernando Álvarez de Toledónak, Alba hercegének. A következő évszázadokban a tornyot többnyire vámházként, valamint börtönnek használták (úgy, hogy a föld alatti cellákba rendszeresen betört a víz).

## Művészeti és építészeti jelentősége

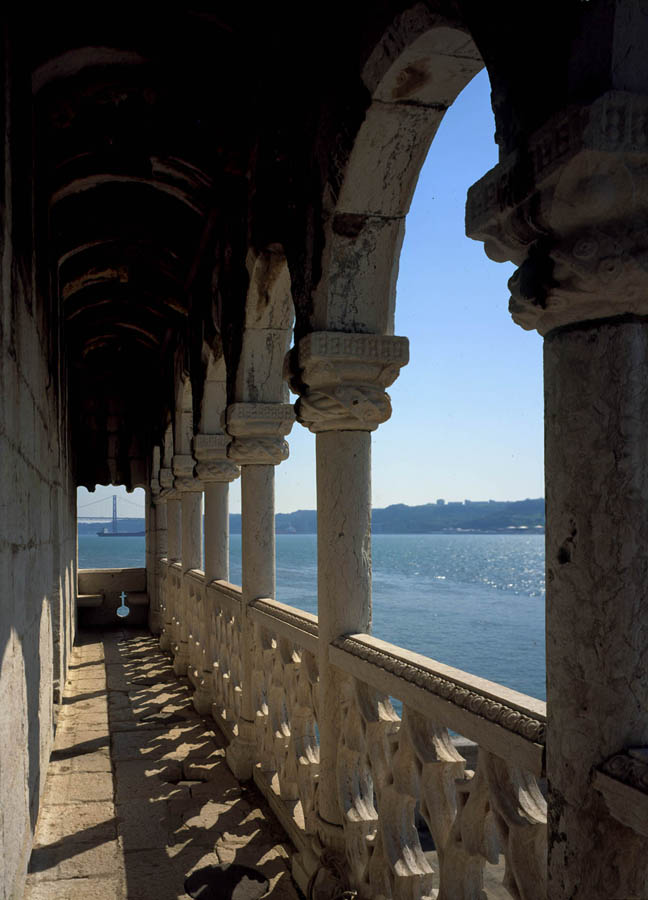
Reneszánsz erkély a Belém-torony első emeletén

A Belém-tornyot a portugál késő gótika (Mánuel stílus) egyik fő alkotásának tartják. Valóban számos tipikusan mánueli motívummal díszítették, úgy mint az armilláris gömb (Mánuel jelképe) vagy a Krisztus-lovagrend keresztje (Mánuel a rend tagja volt). A tornyot két részre oszthatjuk: a szabálytalan hatszög alakú bástya és maga az ötemeletes torony, a bástya északi oldalán, melyek együttese leginkább egy karavella orrára hasonlít.